# Macriano el Viejo
Fulvio Macriano (en latín, Fulvius Macrianus, muerto en 261), también llamado Macriano el Viejo, para distinguirlo de su hijo, fue un oficial y luego un usurpador romano contra el emperador Galieno (r. 253-268). Miembro de la orden ecuestre, se desempeñó como oficial financiero bajo el emperador Valeriano (r. 253-260), pero le traicionó durante su campaña contra el rey sasánida Sapor I (r. 240-260). Tras la batalla de Edesa del 260, se le ofreció ser emperador, pero aclamó a sus hijos Macriano el Joven y Quieto en su lugar con el apoyo de Balista. Hizo una expedición con Macriano el Joven al oeste contra Galieno, pero fueron derrotados en Ilírico por Aureolo o Domiciano II. Fue asesinado por sus propias tropas o por los soldados de Aureolo.

## Biografía
Si bien no se conocen sus orígenes familiares, se tiene constancía de que sus hijos fueron Macriano el Joven y Quieto, y se cree que pudo estar casado con una mujer de origen noble llamada Junia. Realizó una carrera militar ecuestre bajo el emperador Valeriano (r. 253-260). Sirvió como a rationibus en Egipto e instigó la persecución de los cristianos en la provincia. Después acompañó a Valeriano en la campaña contra el rey Sapor I (r. 240-270) como procurador financiero. La Historia Augusta sugiere que fue uno de los duques más importantes del emperador, una gran exageración una declaración totalmente falsa. Zósimo le atribuyó en el 259-260 una victoriosa expedición contra los escitas en Italia.
En 260, cuando Valeriano fue capturado en la batalla de Edesa por los persas, Macriano se encontraba en Samósata y se negó a ayudar. Ante la amenaza persa aún inminente, el ejército decidió nombrar a su nuevo emperador. En ese momento, Galieno (r. 253-268), hijo de Valeriano, ya era emperador junto a su padre, pero inmediatamente se vio inmerso en grandes problemas en Occidente. El prefecto del pretorio Balista ofreció el trono a Macriano, pero declinó la oferta por ser anciano y considerado no apto para ocupar el puesto por ser portador de alguna deformidad en las piernas. Con el apoyo de Balista, y con la influencia intrínseca al cargo que ocupaba, logró proclamar a sus hijos Macriano y Quieto el 17 de octubre. Además, como jefe financiero, Macriano pudo acuñar monedas en nombre de sus hijos.
En 261, Quieto y Balista se quedaron en Oriente para consolidar su autoridad, mientras que Macriano y Macriano el Joven marcharon con el ejército de Asia a Europa para enfrentarse a Galieno. En el camino, supuestamente enviaron a Pisón a Grecia para luchar contra el gobernador Valente Tesalónico. Macriano y Macriano el Joven fueron derrotados en Ilírico, cerca de la frontera de Tracia, por Aureolo o Domiciano II, y fueron asesinados por sus propios soldados; en otra versión fueron asesinados por Aureolo. Según Juan Zonaras, Aureolo rodeó al ejército rival, a excepción de las legiones panonianas. Macriano pidió que lo mataran a él y a su hijo para evitar que les enviaran a la cárcel.